# 卡奧爾主教座堂

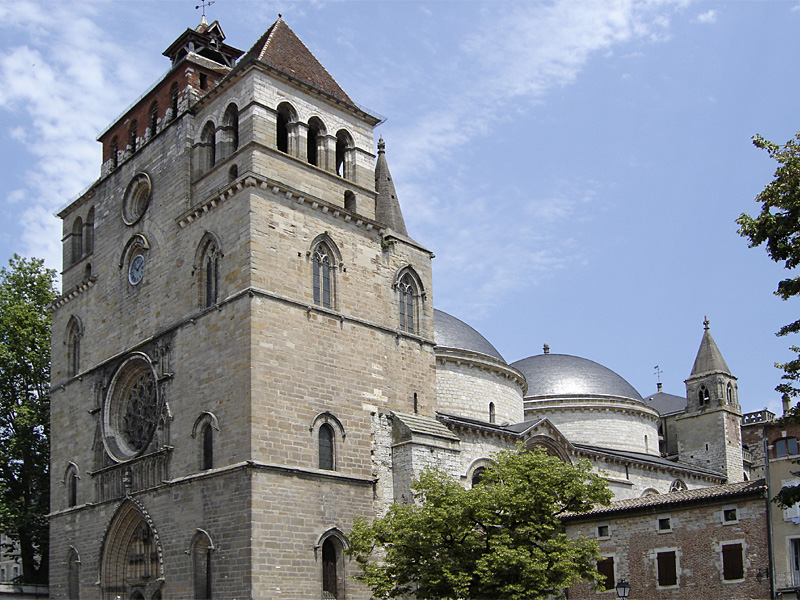

卡奧爾主教座堂（Cathédrale Saint-Étienne de Cahors）是法國南部-庇里牛斯大區城市卡奧爾的一座羅馬天主教的主教座堂。卡奧爾主教座堂是一個典型的自羅馬式建築過渡至哥特式建築的範例。教堂修建於11世紀，位於卡奧爾市的市中心，外觀十分堅固。
44°26′50″N 01°26′35″E / 44.44722°N 1.44306°E